# Solgun Bowall
Ebba Ingrid Solgun Bowall, (senare Mollsjö), född 7 augusti 1942 i Lundby, är en svensk före detta friidrottare (sprinter). Hon tävlade för klubbarna Göteborgs Kvinnliga IK och (från säsongen 1960) IK Vikingen. Hon utsågs år 1962 till Stor Grabb/tjej nummer 215.